# Anabarhynchus plumbeus
Anabarhynchus plumbeus är en tvåvingeart som beskrevs av Lyneborg 2001. Anabarhynchus plumbeus ingår i släktet Anabarhynchus och familjen stilettflugor. Inga underarter finns listade i Catalogue of Life.